# Пять звёзд. Интервидение
Пять звёзд. Интервидение — конкурс песни (фестиваль), прошедший с 28 по 31 августа 2008 года в российском Сочи, в конкурсе приняли участие 11 стран бывшего Советского Союза.

## История
В 2008 году компания «Красный Квадрат» совместно с Первым каналом попробовали возродить конкурс в Сочи. Идея придать всероссийскому конкурсу молодых исполнителей «Пять звёзд» международный статус витала в воздухе давно. Три года Первый канал проводил этот фестиваль в национальном формате, и каждый год в оргкомитет поступали заявки из других стран. В четвёртый раз правила мероприятия пересмотрели. Чтобы привлечь ещё больший интерес к «Пяти звёздам», решено было изменить формат конкурса. С этого момента конкурс называется «Пять звёзд. Интервидение».
«За предыдущие три года существования конкурса к нам постоянно приезжали на отборочные туры представители Украины, Белоруссии, Эстонии, Латвии и т. д. Им приходилось отказывать, потому что конкурс считался всероссийским. Теперь принято решение переформатировать фестиваль. Я знаком со многими руководителями гостелерадиокомпаний соседних стран, и все говорят, что интерес в их странах к конкурсу огромный» – говорит Юрий Аксюта.

## Место проведения
Конкурс прошёл в российском городе Сочи, в концертном зале «Фестивальный», который имеет 2500 посадочных мест. С каждого из 2500 мест зрительного зала, расположенного амфитеатром, хорошо видны не только сцена, но и море, звёздный горизонт. Открытие зала состоялось 14 июля 1979 года.

## Формат

### Голосование
Гран-При конкурса получает конкурсант, набравший за три конкурсных дня самое большое количество голосов — SMS и звонков по телефону. Граждане стран могут голосовать за любого участника, кроме своего. Таким образом шансы у конкурсантов равные и не зависят от численности страны. Результаты голосования оглашаются на следующий день. Конкурсант, набравший наименьшее число голосов, получает 1 балл, наибольшее — 10. Очки конкурсантов по итогам трёх дней суммируются, а набравший наибольшее число голосов, становится обладателем Гран-При. Второй способ проголосовать, позвонив по телефону, указанному на экране телевизора. Но одновременно с этим оценивали конкурсантов и профессиональное жюри, созванное из деятелей искусств стран-участниц. Жюри выбрало своего лауреата и вручило ему специальный приз.

#### Жюри
- Россия — Иосиф Кобзон, председатель жюри
- Казахстан — Ерулан Канапьянов
- Украина — Ян Табачник
- Беларусь — Александр Тиханович
- Молдавия — Нелли Чобану
- Латвия — Ивар Калныньш
- Армения — Роберт Амирханян
- Азербайджан — Полад Бюль-Бюль Оглы
- Туркмения— Ровшен Непесов
- Таджикистан — Кудратулло Хикматов
- Киргизия — Актан Исабаев

## Участники
В конкурсе участвовали представители одиннадцати государств — Азербайджана, Армении, Таджикистана, Киргизии, Казахстана, Туркмении, Молдавии, Белоруссии, Украины, России и Латвии. Первоначально планировалось, что в конкурсе примут участие представители всех 15 стран бывшего СССР. Однако за два месяца до начала от участия в конкурсе вежливо отказались Литва и Эстония, формально по неготовности. После начала войны в Грузии уже отобранной в Грузии певице Саломэ Коркоташвили запретили участвовать в конкурсе по политическим причинам. От Узбекистана в конкурсе должна была принять участие Шахноза Усманходжаева, выступающая под сценическим псевдонимом Анора, однако по неизвестным причинам в конкурсе страна не принимала участия.
| №  | Страна       | Исполнитель            | Место |
| -- | ------------ | ---------------------- | ----- |
| 1  | Таджикистан  | Тахмина Ниязова        | 1     |
| 2  | Туркменистан | Лачин Маммедова        | 10    |
| 3  | Молдова      | Борис Коваль           | 11    |
| 4  | Украина      | Группа «Опасные связи» | 6     |
| 5  | Латвия       | Амбер                  | 9     |
| 6  | Азербайджан  | Сейран                 | 8     |
| 7  | Беларусь     | Группа «The Champions» | 7     |
| 8  | Армения      | Амян Размик            | 3     |
| 9  | Россия       | Группа «Кватро»        | 2     |
| 10 | Казахстан    | Алмас Кишкенбаев       | 5     |
| 11 | Кыргызстан   | Гулзинат Суранчиева    | 4     |

## Программа конкурса
«Интервидение 2008» проходило в течение четырёх дней. Каждый конкурсный день является тематическим.

### Первый день — «Оригинальная песня»
Участники исполняют новую песню (авторскую или собственного сочинения). Песня может быть исполнена как на русском, так и на национальном языке страны-участницы. Гости конкурсного дня — популярные исполнители стран СНГ и Балтии.
| №  | Страна       | Исполнитель            | Песня               | Место в конкурсном дне |
| -- | ------------ | ---------------------- | ------------------- | ---------------------- |
| 1  | Таджикистан  | Тахмина Ниязова        | «Санги-телефон»     | 2                      |
| 2  | Туркменистан | Лачин Маммедова        | «Кушдепди»          | 7                      |
| 3  | Молдова      | Борис Коваль           | «Будешь звать»      | 9                      |
| 4  | Украина      | Группа «Опасные связи» | «Подарки»           | 4                      |
| 5  | Латвия       | Амбер                  | «Saucu tevi»        | 8                      |
| 6  | Азербайджан  | Сейран                 | «Улетаю»            | 6                      |
| 7  | Беларусь     | Группа «The Champions» | «Я бегу по земле»   | 5                      |
| 8  | Армения      | Амян Размик            | «Ты будешь моей»    | 3                      |
| 9  | Россия       | Группа «Кватро»        | «Романс. С любовью» | 1                      |
| 10 | Казахстан    | Алмас Кишкенбаев       | «Любимая»           | 2                      |
| 11 | Кыргызстан   | Гулзинат Суранчиева    | «Кыз кербез»        | 3                      |

### Второй день — «Ретро-хит»
В исполнении конкурсантов прозвучат шлягеры XX века на русском языке. Гостями этого шоу станут популярные исполнители 70-90-х годов.
| №  | Страна       | Исполнитель            | Песня                              | Место в конкурсном дне |
| -- | ------------ | ---------------------- | ---------------------------------- | ---------------------- |
| 1  | Казахстан    | Алмас Кишкенбаев       | «Не надо печалиться»               | 5                      |
| 2  | Азербайджан  | Сейран                 | «Позвони»                          | 6                      |
| 3  | Беларусь     | Группа «The Champions» | «Там, где клен шумит»              | 7                      |
| 4  | Россия       | Группа «Кватро»        | «Скажите, девушки, подружке вашей» | 1                      |
| 5  | Кыргызстан   | Гулзинат Суранчиева    | «Мольба»                           | 3                      |
| 6  | Украина      | Группа «Опасные связи» | «Моя земля»                        | 4                      |
| 7  | Латвия       | Амбер                  | «О, судьба»                        | 9                      |
| 8  | Таджикистан  | Тахмина Ниязова        | «Цветы под снегом»                 | 3                      |
| 9  | Туркменистан | Лачин Маммедова        | «Нежность»                         | 9                      |
| 10 | Армения      | Амян Размик            | «Дорогой длинною»                  | 2                      |
| 11 | Молдова      | Борис Коваль           | «Меланколие»                       | 8                      |

### Третий день — «Мировой хит»
Конкурсанты выбирают наиболее подходящую для своего образа и вокальных данных зарубежную песню. Исполняется она на языке оригинала. В качестве гостей дня в шоу принимают участие зарубежные исполнители.
| №  | Страна       | Исполнитель            | Песня                                | Место в конкурсном дне |
| -- | ------------ | ---------------------- | ------------------------------------ | ---------------------- |
| 1  | Молдова      | Борис Коваль           | «The Great Pretender»                | 10                     |
| 2  | Армения      | Амян Размик            | «Памяти Карузо»                      | 3                      |
| 3  | Россия       | Группа «Кватро»        | «Solo otra vez»                      | 2                      |
| 4  | Азербайджан  | Сейран                 | «Shimarik»                           | 11                     |
| 5  | Латвия       | Амбер                  | «Milord»                             | 4                      |
| 6  | Таджикистан  | Тахмина Ниязова        | «Hero»                               | 1                      |
| 7  | Украина      | Группа «Опасные связи» | «My Number One»                      | 6                      |
| 8  | Казахстан    | Алмас Кишкенбаев       | «Sorry Seems to Be the Hardest Word» | 7                      |
| 9  | Кыргызстан   | Гулзинат Суранчиева    | «La Isla Bonita»                     | 5                      |
| 10 | Беларусь     | Группа «The Champions» | «I Like to Move It»                  | 8                      |
| 11 | Туркменистан | Лачин Маммедова        | «Habibi»                             | 9                      |

### Четвёртый день — «Гала-концерт»
Финальное выступление участников, подведение итогов конкурса, награждение победителей и выступление гостей — известных исполнителей всех стран-участниц.

## Голосование
Согласно правилам конкурса, за последнее место в итоговую таблицу засчитывается 0 баллов, за предпоследнее — 1 балл и т. д.
| Страны получили\дни | Первый день зрительского голосования | Второй день зрительского голосования | Третий день зрительского голосования | Всего |
| ------------------- | ------------------------------------ | ------------------------------------ | ------------------------------------ | ----- |
| Таджикистан         | 79                                   | 68                                   | 69                                   | 216   |
| Туркменистан        | 43                                   | 45                                   | 52                                   | 141   |
| Молдова             | 23                                   | 49                                   | 52                                   | 124   |
| Украина             | 59                                   | 60                                   | 55                                   | 174   |
| Латвия              | 40                                   | 45                                   | 57                                   | 142   |
| Азербайджан         | 45                                   | 55                                   | 50                                   | 150   |
| Беларусь            | 52                                   | 50                                   | 51                                   | 153   |
| Армения             | 70                                   | 69                                   | 60                                   | 199   |
| Россия              | 81                                   | 70                                   | 64                                   | 215   |
| Казахстан           | 79                                   | 58                                   | 52                                   | 189   |
| Кыргызстан          | 70                                   | 68                                   | 57                                   | 195   |

## Результаты
| Гран-При                  | Первая Премия               | Вторая Премия                      | Третья Премия                                      | Специальный приз прессы    |
| ------------------------- | --------------------------- | ---------------------------------- | -------------------------------------------------- | -------------------------- |
| Тахмина Ниязова           | Группа «Кватро» Размик Амян | Группа «Опасные связи» Алмас Амбер | Группа «The Champions» Борис Коваль Лачын Мамедова | Группа «Кватро»            |
| Приз «Дебют Интервидения» | Приз «Мисс Интервидение»    | Приз города Сочи                   | Приз «За стильность»                               | Специальный приз фонда СНГ |
| Тахмина Ниязова           | Лачын Мамедова              | Гулзинат Суранчиева                | Амбер                                              | Сейран                     |

## Подготовка к следующему конкурсу
Согласно правилам, которые Первый канал вёл в 2008 году, следующий конкурс «Пять звезд. Интервидение» должен пройти в стране-победительнице конкурса, но на итоговой пресс-конференции председатель жюри Иосиф Кобзон заявил, что не все страны, принимавшие участие в конкурсе, имеют такие технические возможности, как Россия.
Вопрос о том, где в следующем году пройдёт конкурс, оставался открытым. Весной 2009 года в Душанбе побывали организаторы конкурса, которые вместе с таджикской стороной приняли решение провести конкурс в августе в культурно-развлекательном комплексе «Кохи Борбад». Однако позднее срок проведения мероприятия был перенесён с августа на октябрь. Основная проблема, связанная с проведением конкурса в Таджикистане, — это отсутствие надлежащей концертной площадки, отвечающей техническим условиям международного конкурса.
В октябре 2009 года первый заместитель председателя Комитета по телевидению и радиовещанию Таджикистана Абдурахмон Абдуманнонов заявил, что от российской стороны поступило письмо от организаторов конкурса компании «Красный квадрат» и «Первого канала», в котором они уведомили таджикистанскую сторону «о своей не готовности к проведению конкурса в Душанбе в этом году». В 2009 году в России проходил другой международный конкурс «Евровидение 2009», и организаторы конкурса были заняты вопросом его проведения. Также организаторы «Интервидения» решили включить в конкурс стран-участниц Шанхайской организации сотрудничества, и в связи с этим было принято решение о переносе сроков его проведения на 2010 год, но и в 2010 году конкурс не состоялся.
Подготовка мероприятия возобновилась в мае 2014 года, организаторы планировали провести конкурс в октябре 2014 года в Сочи, месте проведения Зимних Олимпийских игр 2014. Своё участие в конкурсе подтвердили 7 стран: Китай, Казахстан, Кыргызстан, Россия, Туркменистан, Таджикистан и Узбекистан. С помощью национального отбора был выбран только участник от России — Александр Иванов. Но срок проведения конкурса был перенесён на 2015 год без уточнения даты, и больше сведений о фестивале не поступало вплоть до решения провести конкурс «Интервидение-2025».